# Sicyonis crassa
Sicyonis crassa is een zeeanemonensoort uit de familie Actinostolidae.
Sicyonis crassa is voor het eerst wetenschappelijk beschreven door Hertwig in 1882.